# 호주흑기흉상어
호주흑기흉상어(학명:Carcharhinus tilstoni)는 흉상어목 흉상어과 흉상어속에 속하는 어류이다. 몸길이는 1.5m~1.8m로 상어에서는 작은 종에 속한다.

## 특징
호주흑기흉상어는 호주 북부와 동부에 고유한 흉상어과에 속하는 진혼상어의 일종이다. 영어권에서는 오스트레일리안 블랙팁 샤크(영어:Australian Blacktip Shark)라는 이름으로 불린다. 물기둥의 상부와 중간 부분을 선호하며 조간대에서 50m(160ft) 깊이까지 발견할 수 있는 상어이다. 외관상 이 종은 일반적인 흑기흉상어(C.limbatus)와 사실상 동일하며 낮은 척추뼈 수와 유전적 표지에 의해서만 확실하게 구별될 수 있다. 일반적으로 길이가 1.5~1.8m(4.9~5.9피트)에 달하며 긴 주둥이와 검은색 지느러미가 있는 상당히 튼튼한 몸체에 청동색을 띠는 상어이다. 물리적으로 호주흑기흉상어는 척추뼈 수(총 174~182개, C. 틸스토니 의 꼬리 앞 84~91개, 총 182~203개, 꼬리 앞 94~102개)에 의해서만 일반 흑기흉상어와 확실하게 구별될 수 있다. 적당히 튼튼하고 스핀들 모양의 몸체와 길고 뾰족한 주둥이를 가지고 있다. 콧구멍의 앞쪽 가장자리는 낮은 삼각형 플랩으로 약간 확대된다. 커다란 원형의 눈에는 순막이 장착되어 있다. 입가의 고랑은 거의 눈에 띄지 않는다. 윗니 열은 32~35개, 아랫니 열은 29~31개이다. 각 윗니는 가늘고 곧은 교두와 기부 근처에서 더 거칠어지는 미세한 톱니 모양을 갖고 있는 반면에 아랫니는 더 좁고 더 미세한 톱니 모양이다. 5쌍의 아가미구멍은 길다. 길고 좁은 가슴지느러미는 낫 모양이며 끝이 뾰족하다. 큰 첫번째 등지느러미도 갈라져 있으며 가슴지느러미 기부 뒤쪽 위나 약간 뒤에서 시작된다. 두번째 등지느러미는 적당히 키가 크며 뒷지느러미 반대편에 위치한다. 등지느러미 사이에는 중앙선 능선이 없다. 꼬리 지느러미 위쪽 기점 바로 앞 꼬리자루에는 초승달 모양의 홈이 있다. 꼬리지느러미는 비대칭이며 아래쪽 엽이 튼튼하고 위쪽 엽이 길며 끝 근처에 복부 홈이 있다. 대략 다이아몬드 모양의 피부 치아는 서로 밀접하게 배치되어 있으며 약간 겹쳐져 있다. 각각은 가장자리 치아로 이어지는 5~7개(어린 동물의 경우 3개)의 수평 능선을 가지고 있다. 호주흑기흉상어는 위쪽은 청동색(죽은 후 회색)이고 아래쪽은 흰색이며 옆구리에 옅은 줄무늬가 있다. 일부 개체는 모든 지느러미의 끝이 검은색인 반면에 다른 개체는 배지느러미와 뒷지느러미가 거의 표시되지 않는다. 일반적으로 호주흑기흉상어의 몸길이는 1.5~1.8m(4.9~5.9피트)에 이른다. 기록된 최대 길이와 무게는 2.0m(6.6ft) 및 52kg(115lb)이다. 그외에 호주흑기흉상어는 블랙팁고래상어, 틸스턴고래상어, 휘틀리 블랙팁상어라고도 한다. 호주흑기흉상어는 크기와 성별에 따라 분리된 대규모 그룹을 형성하는 것으로 알려져 있다. 먹이로는 주둥치과의 어류 , 살벤자리과의 어류 , 고등어과의 작은 어류, 멸치, 청어, 꽁치 등의 경골어류들과 오징어와 같은 두족류, 갑각류를 주로 잡아먹는 육식성의 어류에 속한다.

## 서식지, 산란기, 어획 및 보호 활동
대륙붕에 서식하는 호주흑기흉상어는 서호주의 테브나드 섬에서 뉴사우스웨일스주의 시드니까지 발견돤다. 호주 북부로 이루어진 서부 태평양 지대가 호주흑기흉상어의 주요한 서식지가 된다. 그 범위 서식지 내에서는 일반적인 흑기흉상어와 함께 발견된다. 일반적인 흑기흉상어와 호주흑기흉상어의 비율은 한때 1:300으로 생각되었지만 최근 유전학의 연구에 따르면 50:50에 더 가까운 것으로 나타났다. 이종은 조간대에서 수심 150m(490ft)까지의 표해수층에 주로 사는 것으로 보고되었다 . 더 큰 상어는 더 깊은 바다인 심해에서 발생하는 경향이 있다. 물기둥 전체를 차지하지만 수면 가까이나 물 중간에 가장 많이 발생한다. 유전학의 자료에 따르면 호주 북부의 호주흑기흉상어는 모두 단일 개체군의 구성원이다. 태깅 연구에 따르면 이 종은 대부분 해안선을 따라 짧은 거리만 이동하며 근해에는 거의 들어가지 않는 것으로 나타났다. 그러나 일부 개체들은 최대 1,348km(838마일)에 달하는 장거리를 여행한 것으로 기록되었다. 주로 어식성인 호주검은기흉상어는 비슷한 크기와 성별로 이루어진 큰 무리를 형성하며 한 지역에 머무르는 경향이 있다. 이는 태반 연결을 통해 태어나지 않은 어린 아이가 공급된다는 의미인 생생함을 나타낸다. 호주에서는 여름과 가을이 되는 2월과 3월에 짝짓기가 이루어지는 잘 정의된 연간 번식 주기가 있다. 암컷은 10개월의 임신 기간을 거쳐 다음해의 1월경에 1~6마리의 유어를 낳는다.  다른 흉상어과의 상어와 마찬가지로 호주 흑기흉상어는 태생이다 . 배아가 난황 공급을 모두 소진 하면 고갈된 난황낭은 어미가 영양분을 제공하는 태반 연결로 발전한다 . 암컷은 매년 1~6마리(평균 3마리)의 유어를 낳는다. 교미는 2월과 3월에 이루어지며 암컷은 3월과 4월 배란 때까지 정자를 저장한다. 10개월의 임신 기간을 거쳐 이듬해 1월경에 유어를 낳는다. 단기 암컷은 출산을 위해 북부 퀸즈랜드의 클리블랜드 베이와 같은 얕은 해안가로 이동한다. 이러한 번식 지역은 종 전체에 걸쳐 새로운 유어의 출산이 기록된 것으로 보아 널리 퍼져 있는 것으로 보인다. 갓 태어난 유어는 길이가 약 60cm(24인치)로 상대적으로 크다. 첫해에는 빠르게 성장하여 길이가 평균 17cm(6.7인치)까지 증가한다. 이후 성장 속도는 느려져 5세가 되면 연간 평균 8~10cm(3.1~3.9인치)가 돤다. 암수 모두 3~4세가 되면 성적으로 성숙하며 수컷과 암컷의 길이는 각각 대략 1.1m와 1.2m(3.6피트, 3.9피트)이다. 최대 수명은 20년으로 추정된다. 호주흑기흉상어와 일반적인 흑기흉상어 사이의 잡종(F1 개체와 여교배 개체로 구성된 종을 가리킨다.)이 호주 동부 해안 전체에서 발견되었다. 잡종화가 광범위하게 발생하고 있음에도 불구하고 두 부모 계통이 합쳐지고 있다는 증거는 없으며 유전자의 이입을 방지하는 메커니즘은 불분명하다. 이는 연골어류의 교배가 확인된 최초의 사례이다. 호주흑기흉상어는 북부 호주 상업 어업에서 가장 흔히 잡히는 상어 중 하나이다 . 주로 " 플레이크(flake )" 로 판매되는 고기로 인해 가치가 높다. 이종은 1974년부터 1986년까지 운영된 대만의 자망 어업과 현재까지 지속되는 호주 북부 상어 어업의 중요한 어획량이었다. 현재는 어업 수준이 이 상어 개체수를 위협할 것으로 생각되지 않기 때문에 국제자연보전연맹(IUCN)은 이 상어를 단순히 멸종 위기 등급에서 최소 관심 수준으로만 평가했다. 얼룩꼬리상어와 함께 호주흑기흉상어는 호주 북부에서 경제적으로 가장 중요한 상어 중에 하나이다. 역사적으로 1974년에 호주 북부에서 조업을 시작한 대만 자망 어업에 의해 고기와 지느러미를 얻기 위하여 어획되었다. 연간 어획량은 초기에 평균 약 25,000톤(생체중)이었으며 약 70%가 호주흑기흉상어, 반점꼬리상어, 및 백다랑어였다. 1979년 11월에 호주 어업 구역(AFZ)이 설립된 후 호주 정부는 점진적으로 호주 해역의 상당 부분에서 대만 자망 어선을 제외하고 어업 할당량을 부과했다. 1986년 5월에 호주가 자망 길이를 2.5km(1.6마일)로 제한하고 그해 대만 선박이 호주 해역에서 조업을 중단하자 어업은 결국 비경제적이 되었다. 어업이 끝날 무렵 호주흑기흉상어의 수는 약 50% 감소한 것으로 추정된다. 상대적으로 높은 번식률을 감안할 때 그 개체수는 이후 회복되었을 가능성이 높다. 1980년의 이래로 호주흑기흉상어는 북부 상어 어장에서 호주 상업용 자망어업과 연승어업의 표적이 되었다 . 경골어류나 새우를 목표로 하는 다른 상업 어장에서도 우연히 어획된다. 현재 호주의 북부에 서식하는 호주흑기흉상어의 어획량은 연간 100~900톤(생체중)으로 추정되며 그 중 대부분은 호주흑기흉상어와 반점꼬리상어이다. 이 종의 고기는 고농도의 수은을 함유하고 있을 수 있지만 호주에서는 " 플레이크 "로 판매된다 . 지느러미는 아시아 지역으로 수출되며 연골 , 간유 , 피부 미용제로도 사용될 수 있다. 호주 블랙팁 상어에 대한 어업 압력이 현재 역사적 수준보다 훨씬 낮기 때문에 국제자연보전연맹(IUCN)은 이 상어를 최소 관심 대상(Least Concern)으로만 분류했다. 그러나 잠재적인 우려는 아라푸라해에서 주로 어업하는 인도네시아의 국적을 가진 어부들이 호주의 서부 태평양으로 침입하는 일이 점점 늘어나고 있다는 점이다. 이로 인하여 호주흑기흉상어가 멸종 위기 종에 등재될 우려도 있어서 호주 당국이 직접 연간 잡을 수 있는 어획량을 엄격히 제한하고 있다.

## 같이 보기
- 흉상어목
- 흉상어과
- 흉상어속